# Груз (фильм, 2009)
«Груз» (англ. Cargo) — научно-фантастический фильм 2009 года режиссёра Ивана Энглера.

## Сюжет
Год 2267. Земля стала необитаемой из-за экологической катастрофы, а выжившие живут в переполненных космических станциях на орбите Земли. Молодой доктор Лора Портман одна из них. Она надеется на лучшее будущее далекой планеты Рея. Но чтобы попасть на неё — нужны деньги. Лаура подписывает контракт и устраивается в корпорацию «Койпер» для работы на старом грузовом корабле «Кассандра», который проделает путь к станции N42 и обратно за 8 лет. Полет полностью автоматический, во время которого члены экипажа проводят большую часть в состоянии глубокого сна, пока один дежурит 8,5 месяцев. Из-за террористической угрозы на корабле присутствует дополнительно Самуэль Деккер, ответственный за безопасность. К концу своей смены, Лора Портман слышит необычный шум из грузового отсека. Она поднимает членов экипажа, чтобы исследовать холодные грузовые трюмы корабля. После первых смертей, все начинают не доверять друг другу. Лаура и Самуэль раскрывают истинное содержание груза и назначение корабля…
Экипаж состоит из пяти человек: капитан Лакру, Линдберг, Йошида, Прокофф и Веспуччи. Члены экипажа проводят большую часть полностью автоматизированного полета в глубоком криосне, в то время как один человек бодрствует 8,5 месяцев, чтобы следить за кораблем. Из-за текущей террористической угрозы со стороны радикальной неолуддитской группы Maschinenstürmer («Машинные забастовщики») на борту также есть дополнительный охранник: Сэмюэл Декер. Ближе к концу смены Портманн слышит необычные звуки из грузового отсека и чувствует, что за ней наблюдают. Она находит Декера в сознании и он сообщает ей, что его разбудили для проверки безопасности корабля. Вместе они пробуждают Лакруа, чтобы исследовать странные явления. Когда Лакруа убивают, просыпаются остальные коллеги, и вместе команда отправляется на расследование.
Экипаж обнаруживает молодую девушку в анабиозе внутри грузового контейнера, который должен был содержать строительные материалы. Осматривая тело девушки, Портманн находит «усовершенствованный» соединитель виртуальной реальности, встроенный в позвоночник девушки. Декер подозревается в убийстве Лакруа. Тем временем Линдберг становится капитаном. Позже Портманн отправляет отчет о своей находке своей сестре на Рее и получает ответ через 20 минут, а не через несколько лет. Портманн начинает задаваться вопросом, куда движется космический корабль и какой груз перевозит. Экипаж противостоит Декеру, думая, что он убил Лакруа, когда обнаруживается, что он несколько раз просыпался от криосна. Экипаж арестовывает Декера. Портман просит Йошиду выяснить координаты кораблей и считает, что Линдберг им лжет.
В конце концов выясняется, что Рея на самом деле является симуляцией виртуальной реальности, призванной поддерживать у оставшихся людей надежду на свое будущее; люди в грузовом отсеке будут подключены к большому мэйнфрейму, который является истинным пунктом назначения корабля. Обнаружив это, команда решает положить конец обману. Выяснилось, что Декер знал это все время. Он объясняет, что на Земле он и другие обнаружили, что планета все ещё пригодна для жизни. Выясняется, что Линдберг их обманывал. Декер и другие члены экипажа решают объединиться против Линдберга и саботировать виртуальную реальность. По прибытии в пункт назначения и в то время как корабль автоматически выгружает свой груз, Портман входит в симуляцию, чтобы передать «последнюю передачу с Реи», которая раскрывает смоделированную природу планеты оставшимся людям, в то время как Декер саботирует антенну мэйнфрейма.

## В ролях
| Актёр               | Персонаж                            |
| ------------------- | ----------------------------------- |
| Анна Шваброх        | Лора Портман (Laura Portmann)       |
| Мартин Рэполд       | Самуэль Деккер (Samuel Decker)      |
| Регула Гроувиллер   | Анна Линдберг (Anna Lindbergh)      |
| Янгзом Брауэн       | Мицуки Ёсида (Miyuki Yoshida)       |
| Пьер Семмлер        | Пьер Лакруа (Pierre Lacroix)        |
| Клод-Оливер Рудольф | Игорь Прокофф (Igor Prokoff)        |
| Майкл Фингер        | Клаудио Веспуччи (Claudio Vespucci) |
| Жиль Чуди           | Клаус Брюкнер (Klaus Bruckner)      |